# درگاه (معماری)

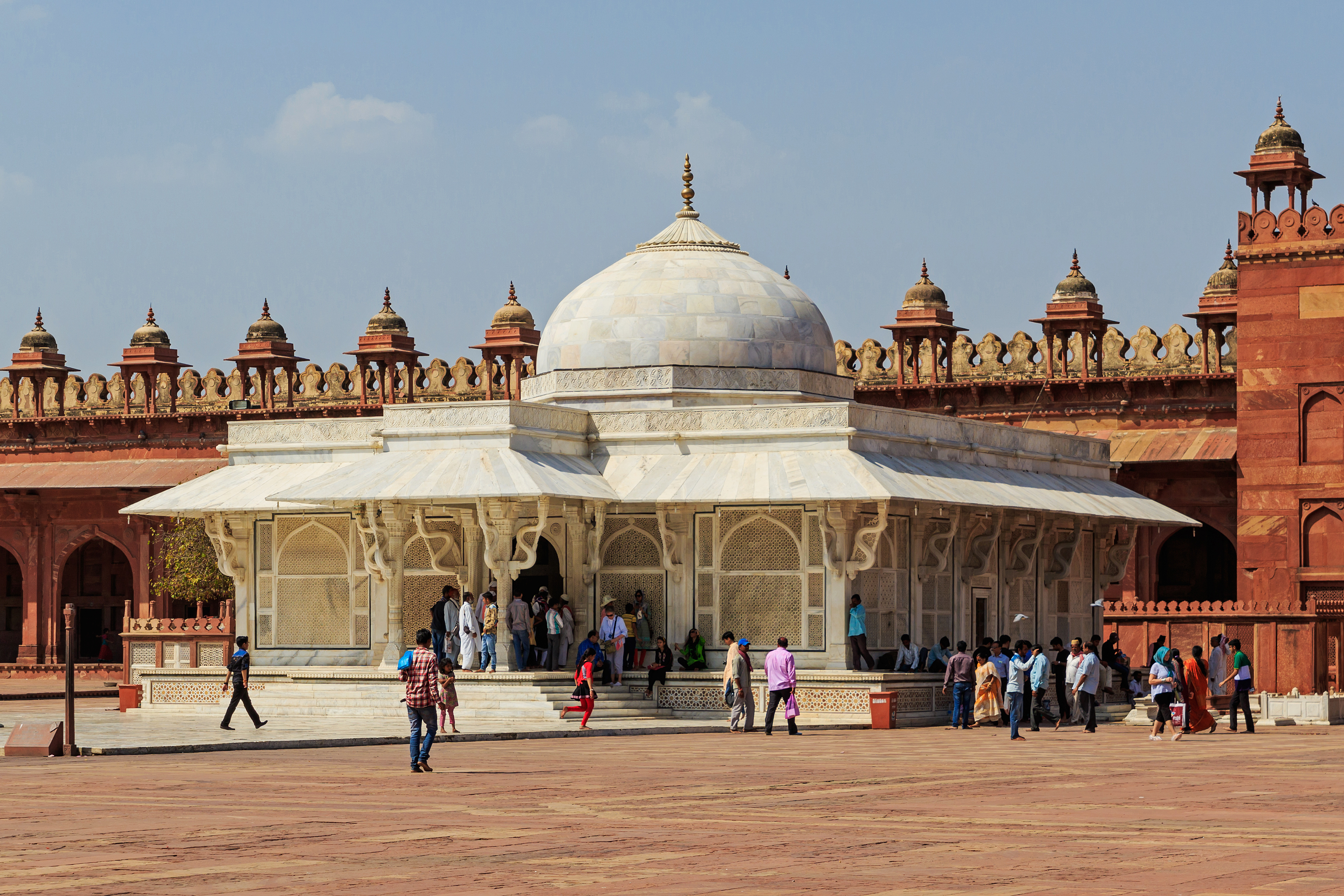
درگاه معین‌الدین چشتی در فاتح پور سیکری، هندوستان

درگاه (ترکی استانبولی: dergâh, هندوستانی: dargah दरगाह , بنگالی: দরগাহ dorgah) یک حرم یا آرامگاه است که معمولاً بر روی گور یک ولی یا درویش ساخته می‌شود. صوفی‌ها معمولاً برای زیارت به درگاه‌ها می‌روند که معمولاً خانقاه‌های بزرگان آن‌ها مرتبطند. درگاه همچنین در معماری ایرانی به فضای کوچکی که در ورودی در آن قرار می‌گیرد گفته می‌شود. از لحاظ ساختمانی، درگاه فضایی است که در دو سوی آن دو جرز یا دیوار قرار گرفته‌است که چهارچوب در ورودی در آن نصب می‌شود. طاق درگاه که آن را نعل درگاه نیز می‌خوانند قوسی شکل یا افقی است.
درگاه در سرزمین‌های اسلامی که تحت تأثیر زبان فارسی بوده‌اند، به ویژه ترکیه، آسیای میانه و جنوب آسیا کاربرد دارد. این واژه در مناطق پیرامون دوربان در آفریقای جنوبی نیز که از مراکز تجمع هندی‌ها در این کشور است، به عنوان حرم بزرگان صوفی کاربرد دارد.

## مخالفت سایر اهل سنت
علمای اهل حدیث، دیوبندی، سلفی و وهابی با ساختن ضریح بر قبور مخالفت کرده و آن را شریک ساختن برای خداوند یا شرک می‌دانند. به گفته آن‌ها محمد پیامبر اسلام تبدیل قبور به مکان عبادت را به شدت محکوم کرده و حتی کسانی را که این کار را کردند را نفرین کرده‌است. حاکمان وهابی کنونی عربستان سعودی به همین توجیه آثار تاریخی بیش از ۱۴۰۰ ساله از جمله آرامگاه‌های اهل بیت و اصحاب همانند چهارتن از امامان شیعه، عثمان، حمزه، خدیجه و عایشه را تخریب کرده‌اند. گرچه زیارت قبور در اسلام به دلیل یادآوری مرگ و روز حساب توصیه شده‌است.